# Torbjørn Gøtuskegg
Torbjørn Gøtuskegg (? – 965–975 k.) feröeri viking főnök. A Gøtában élő Gøtuskegg család feje volt, akik a 10. század közepére Feröer egyik meghatározó családjává váltak.
Feleségével, Guðrunnal (Svínoyar-Bjarni lánytestvérével) két fia született: Tollakur és Tróndur í Gøtu. Utóbbi a Feröeriek sagája egyik főhőse, akit – mint pogányt – a szerzetesek által írt műben negatív szereplőként tüntetnek fel. Fivére volt Idősebb Sigmund, Brestir és Beinir apja, Sigmundur Brestisson nagyapja.
Tróndur nevű fia valószínűleg 950–960 között született, ő pedig 965’975 környékén halhatott meg. Halála után Tróndur sorsot húzott bátyjával, és mivel neki kedvezett a szerencse, ő örökölte a családi birtokot.